# Conisania renati
Conisania renati là một loài bướm đêm trong họ Noctuidae.